# 시우민
시우민(본명: 김민석, 1990년 3월 26일~)은 대한민국의 가수 겸 배우로, 보이 그룹 EXO의 멤버다.

## 학력
- 동구초등학교 (졸업)
- 동구중학교 (졸업)
- 인창고등학교 (졸업)
- 가톨릭관동대학교 일반대학원 실용음악학과 (석사)
- 호서대학교 일반대학원 문화예술학과 (박사)

## 생애
1990년 3월 26일 서울특별시에서 태어났으며, 가족으로는 아버지, 어머니, 여동생이 있다. 2008년 JYP 공채 오디션에 응시 한 적이 있으며, 2008년 SM 에브리싱 콘테스트에서 2등으로 합격 하여 SM 엔터테인먼트에 입사 하였다. 이후 4년의 연습생 기간을 거쳐 EXO의 7번째 멤버로 공개되었다.
2019년 5월, 육군 현역으로 입대하였으며 2020년 12월 6일에 제대하였다.
2019년 군복무 중에 군뮤지컬 귀환에 남자주인공으로 출연하였다

## 음반 활동
- 《도전에 반하다 OST Part 1》 - 'You Are The One' (2015년)
- '야 하고 싶어'지민(AOA) - 피쳐링
- 《달의 연인 - 보보경심 려 OST Part 1》 - '너를 위해' (with 첸 & 백현) (2016년)
- 《SM STATION》 - ' Young & Free' (with NCT 마크) (2017)
- 애니메이션 《런닝맨》 ost - 'it's running time' (with 첸<가수>백현<가수>) (2017)
- 《SM STATION》 - '이유(You)' (2019)[2]

## 음반 외 활동

### 방송
- KBS 《불후의 명곡 전설을 노래하다》 (2013년 8월 31일, 9월 14일)
- MBC every1 《EXO's 쇼타임》 (2013년 11월 28일 ~ 2014년 2월 13일)[3]
- Mnet 《뜨거운 순간 xoxo, EXO》 (2014년 5월 9일 ~ 5월 30일)
- Mnet 《EXO 90:2014》 (2014년 8월 15일 ~ 2014년 10월 31일)
- JTBC 《크라임씬 2》 (2015년 4월 29일 ~ 2015년 5월 13일)

### 드라마
- 2015년 4월 《우리 옆집에 EXO가 산다》 - 시우민 역 (조연)
- 2015년 10월 《도전에 반하다》 - 나도전 역 (주연)
- 2023년 9월 《사장돌 마트》 - 신태호 역 (주연)

### 영화
- 2016년 7월 《봉이 김선달》 - 견이 역 (주연)

### 예능
- 2016년 TV캐스트 《매니저 없이 떠나는 여행》
- 2017년 8월 27일 MBC 《이불 밖은 위험해》
- 2018년 5월 17일 MBC 《이불 밖은 위험해》
- 2018년 5월 21일 OKSUSU 《EXO의 사다리 타고 세계여행》
- 2019년 1월 21일 OKSUSU 《EXO의 사다리 타고 세계여행 시즌 2》

### MC
- 2013년 9월 28일 MBC 《쇼! 음악중심》 스페셜 MC
- 2013년 12월 18일 MBC MUSIC 《쇼 챔피언》 스페셜 MC
- 2014년 1월 4일 3월 8일 MBC 《쇼! 음악중심》 스페셜 MC

### 라디오
- 스페셜 DJ
  - 2013년 7월 13일 MBC 《신동의 심심타파》
  - 2013년 11월 8일 MBC 《신동의 심심타파》
  - 2015년 1월 29일 KBS 《슈퍼주니어의 키스 더 라디오》

### 뮤직비디오
- 2013년 11월 7일 JIN 《너만 없다》 M/V 출연
- 2016년 3월 2일 지민 (feat. 시우민 of EXO) 《야하고 싶어》 M/V 출연
- 2017년 7월 7일 시우민&마크 《Young & Free》 M/V 출연

### 홍보대사
- 2014년 2월 28일 서울특별시 강남구 홍보대사
- 2014년 12월 11일 대한축구협회 명예회원

## 수상 목록
- 2024년 대한민국 퍼스트브랜드 대상 연기돌 남자부문 수상

## FAN·CON

### XIUMIN FAN CONCERT <X Times ( )>
| 개최일                    | 도시     | 국가     | 개최지                    |
| ------------------------- | -------- | -------- | ------------------------- |
| 2025년 3월 25일 (1일 2회) | 서울     | 대한민국 | 블루스퀘어 마스터 카드 홀 |
| 2025년 4월 11일           | 도쿄     | 일본     | 컬츠 다치가와             |
| 2025년 4월 13일           | 오사카   | 일본     | NHK 오사카 홀             |
| 2025년 4월 19일           | 방콕     | 태국     | 바이텍 방나 비라즈 홀 2-3 |
| 2025년 5월 10일           | 마닐라   | 필리핀   | 뉴 프론티어 극장          |
| 2025년 6월 25일           | 타이베이 | 대만     | 레거시 테라               |

## 팬미팅

### Xiuweet Time
| 개최일         | 도시 | 국가     | 개최지         |
| -------------- | ---- | -------- | -------------- |
| 2019년 5월 4일 | 서울 | 대한민국 | 잠실실내체육관 |

### ON: XIUWEET TIME
| 개최일          | 플랫폼 | 촬영지              | 사회 |
| --------------- | ------ | ------------------- | ---- |
| 2021년 3월 27일 | V LIVE | 올림픽공원 올림픽홀 | 백현 |

### XHBD (XIUMIN, Happy Birth Day)
| 개최일          | 도시 | 국가     | 개최지          |
| --------------- | ---- | -------- | --------------- |
| 2023년 3월 22일 | 서울 | 대한민국 | YES24 라이브 홀 |

### FROZEN TIME
| 개최일                    | 도시 | 국가     | 개최지          |
| ------------------------- | ---- | -------- | --------------- |
| 2024년 3월 23일 (1일 2회) | 서울 | 대한민국 | YES24 라이브 홀 |